# Jean-Chrysostôme de Villaret
Pour l’article homonyme, voir Villaret.
Jean-Chrysostôme de Villaret (° 27 janvier 1739 - Rodez ; † 9 mai 1824 - Paris), est un homme d'Église français des XVIIIe et XIXe siècles.

## Biographie
Jean-Chrysôstome de Villaret fait ses études au séminaire de Saint-Sulpice, et y devient maître de conférences. Prieur de la Besse-Noits, il est ensuite fait grand vicaire, chanoine et théologal de Rodez, sa ville natale.
Sous le ministère de Jacques Necker, il est nommé président des états de la Haute-Guyenne (Assemblée provinciale).

### États généraux de 1789
Le 24 mars 1789, le clergé de Villefranche (sénéchaussée de Rouergue) le députe aux États généraux, où il vote toujours avec le côté droit.
Il participe à l'assemblée constituante, vote contre l'adjonction des villages aux municipalités, propose de réduire à 24 les administrateurs de département. Il est alors adjoint au « comité de règlement », membre du comité des finances et du comité de correspondance et refuse de prêter le serment constitutionnel.

### Sous Premier Empire

#### Évêque d'Amiens
En vertu du concordat de 1801, il est nommé évêque d'Amiens « convention du 26 messidor an IX » (Concordat de 1801). Il est sacré le 23 mai 1802.
Le Concordat stipule alors que l'évêché d'Amiens a pour circonscription les deux départements de la Somme et de l'Oise, mais le pape, usant de son autorité apostolique, unit les titres des évêchés de Beauvais et de Noyon à celui de l'évêché d'Amiens. Cette organisation est conservée jusqu'au concordat du 11 juin 1817, à la suite duquel le siège de Beauvais est rétabli avec le département de l'Oise pour circonscription.

#### Mission en Italie
L'année suivante[Laquelle ?], on[Qui ?] charge de Villaret d'aller dans le Piémont pour y mettre à exécution la bulle du pape sur la réduction des sièges épiscopaux, et il est lui-même transféré à l'un des sièges conservés, celui « d'Alexandrie de la Paille », en Italie du Nord.
Mais peu après, Bonaparte, voulant faire d'Alexandrie une place forte, ordonne la démolition de la cathédrale et le siège épiscopal est transféré à Casale Monferrato. De Villaret en prend le titre. 

#### Honneurs et distinctions
De Villaret est créé baron de l'Empire le 28 mai 1809, et officier de la Légion d'honneur. Il devient premier aumônier de Joseph Bonaparte, roi d'Espagne.
Lors de la formation de l'Université impériale, il en est nommé chancelier.

### La Restauration
Lorsque le Piémont est rendu au roi de Sardaigne[Quand ?], de Villaret donne sa démission de l'évêché de Casale, et vit dans la retraite[Où ?].
Il meurt à Paris le 9 mai 1824 et est enterré au cimetière de Saint-Sulpice à Vaugirard

## Armoiries
| Figure | Blasonnement |
|        | À Amiens Villaret ne portait que ses initiales enlacées. Arthur de Marsy lui attribue, d'après le docteur Gozes : d'or à 3 monts de gueules chargés chacun d'un corbeau de sable, qui sont les armes des Villaret-Joyeuse. Son cachet portait ses initiales J. C. V. surmontées du chapeau, de la croix, de la crosse et de la mitre. |
|        | Armes du baron Villaret et de l'Empire D'azur au chevron d'or surmonté d'un comble cousu de gueules chargé de 2 étoiles d'argent, alias d'or, au franc-quartier des barons-évêques. |